# J.D. Stenberg & Söner

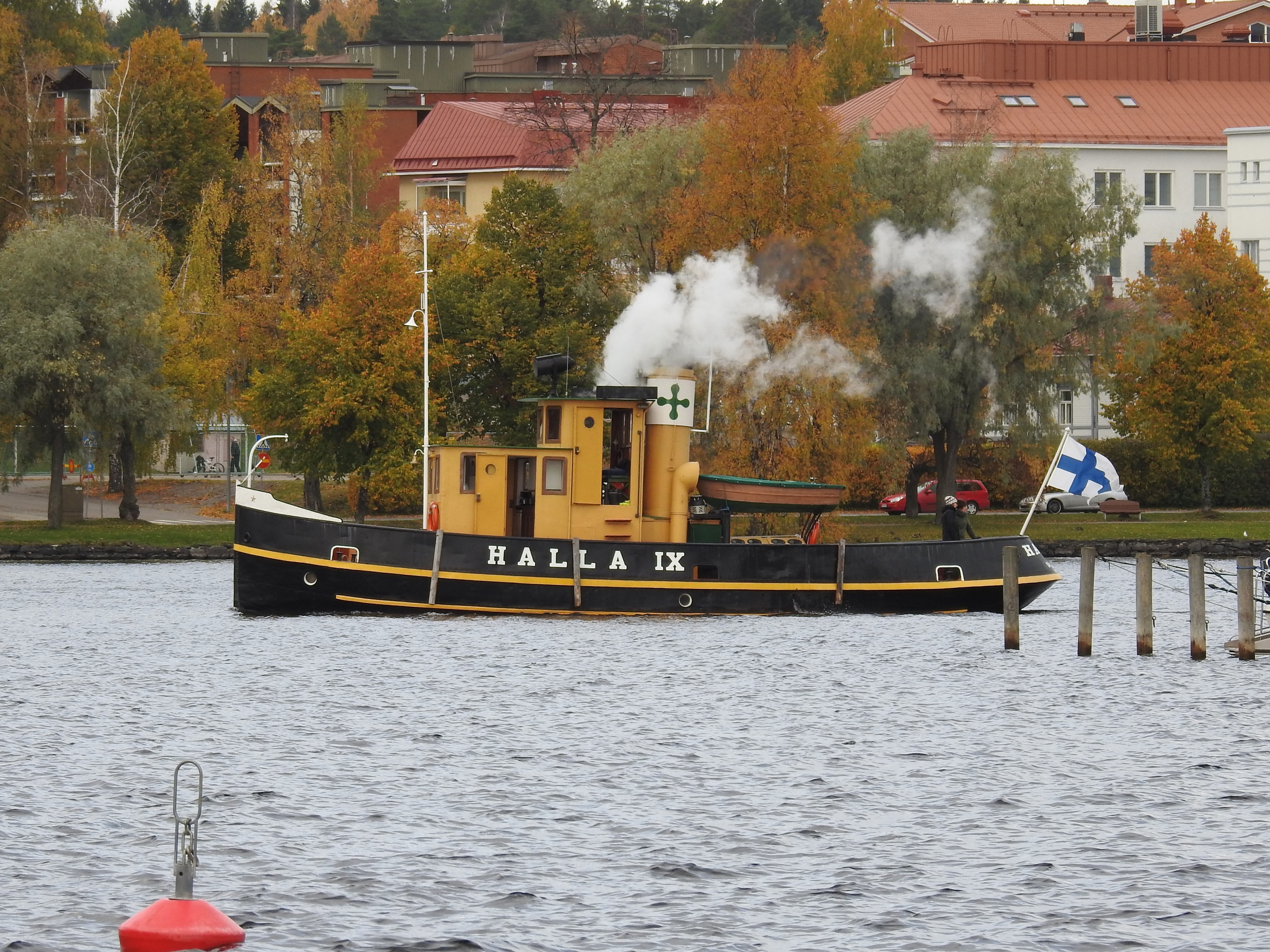
S/S Halla IX

J.D. Stenberg & Söner var ett finländskt mekaniskt verkstads- och varvsföretag i Hagnäs i Helsingfors. Johan Daniel Stenberg (1809–1880) köpte 1872 Hagnäs mekaniska verkstad och fortsatte dess verksamhet med sonen, ingenjören John Didrik Stenberg som chef fram till 1882, då denne grundade sin egen John Stenbergs Maskinfabrik.  
Produktionen lades ned omkring 1906.

## Fartyg byggda av J.D. Stenberg & Söner i urval
- Ångbogserbåten Halla IX, 1896